# Antoni Komendo-Borowski
Antoni Komendo-Borowski (ur. 6 czerwca 1912 w Białymstoku, zm. 12 maja 1984 Bradford) – polski piłkarz występujący na pozycji pomocnika lub napastnika, reprezentant Polski, żołnierz Polskich Sił Zbrojnych.

## Życiorys
Antoni Komendo-Borowski był absolwentem gimnazjum, a następnie urzędnikiem instytucji wojskowych. 
Swoją karierę napastnika rozpoczął w wojskowym klubie 42 Pułku Piechoty, od 1932 roku występującego pod nazwą Jagiellonia Białystok, a od lipca 1933 do wybuchu wojny reprezentował barwy Pogoni Lwów. 
Był uczestnikiem kampanii wrześniowej, po której dostał się do obozu jenieckiego na Węgrzech. Tam zaczął grać w obozowej drużynie piłkarskiej – Junaku Drohobycz. 
W 1944 roku uczestniczył w bitwie o Monte Cassino, w której został ranny. Był podporucznikiem w 1 Batalionie Strzelców Karpackich.

## Reprezentacja
Zanotował jeden występ w reprezentacji Polski. 15 września 1935 wystąpił w meczu przeciwko Łotwie (3:3), w którym zdobył bramkę.

### Bramki w reprezentacji
| LP | Data             | Miejsce           | Przeciwnik | Bramka | Rezultat | Ranga meczu     |
| -- | ---------------- | ----------------- | ---------- | ------ | -------- | --------------- |
| 1. | 15 września 1935 | Stadion ŁKS, Łódź | Łotwa      | 3:3    | 3:3      | Mecz towarzyski |

## Upamiętnienie
29 maja 2022 – przy stadionie miejskim w Białymstoku na ulicy Słonecznej – został odsłonięty pomnik z brązu przedstawiający Juliana Buchcika i Antoniego Komendo-Borowskiego, upamiętniający powstanie klubu sportowego Jagiellonia Białystok. Monument ten powstał z inicjatywy kibiców, którzy zebrali pieniądze na jego wykonanie. Obok  pomnika na tablicy jest napis: „Pomnik to symbol. Połączenie przeszłości z teraźniejszością i przyszłością. Element tworzący świadomość i własną tożsamość poprzez pamięć o korzeniach, o których nie należy zapominać”.